# Zwyczajny żigolo
Zwyczajny żigolo (Schöner Gigolo, armer Gigolo, znany także jako Just a Gigolo) – niemiecki dramat filmowy z 1978 roku.

## Tło powstania
Główną rolę w filmie zagrał brytyjski piosenkarz David Bowie. Akcja rozgrywa się w Berlinie tuż po zakończeniu I wojny światowej (Bowie w tamtym czasie interesował się tematyką przedwojennego Berlina, co dał wyraz także na płycie „Heroes” wydanej rok wcześniej). W filmie udział wzięły aktorki Kim Novak i Maria Schell, a także legenda ekranu, Marlene Dietrich, która wykonała w nim piosenkę „Just a Gigolo”. Odgrywana tu przez nią rola okazała się być ostatnim filmowym wystąpieniem w jej dorobku, nie licząc narracji nagranej kilka lat później na potrzeby dokumentalnego filmu Marlena. Zwyczajny żigolo jest rzekomo najdroższym filmem, jaki kiedykolwiek powstał w Niemczech.
Film zaprezentowano najpierw w listopadzie 1978 w Niemczech. Dostał on negatywne recenzje i szybko został wycofany z kin. David Hemmings wówczas zedytował go ponownie przed brytyjską premierą w lutym 1979. Tam obraz również spotkał się z chłodnym przyjęciem. W 2004 roku wydano go na DVD.

## Obsada
- David Bowie – Paul
- Sydne Rome – Cilly
- Kim Novak – Helga
- David Hemmings – kapitan Kraft
- Maria Schell – Mutti
- Marlene Dietrich – baronowa von Semering
- Curd Jürgens – książę
- Erika Pluhar – Eva
- Hilde Weissner – ciotka Hilda
- Werner Pochath – Otto
- Bela Erny – Von Lipzig
- Friedhelm Lehmann – Von Muller
- Rainer Hunold – Lothar
- Evelyn Kunneke – pani Aeckerle
- Karin Hardt – pani Uexkull
- Gudrun Genest – pani von Putzdorf
- Ursula Heyer(inne języki) – Greta
- Christiane Maybach(inne języki) – Gilda
- Martin Hirthe(inne języki) – dyrektor
- Günter Meisner(inne języki) – pijany pracownik
- Peter Schlesinger – mężczyzna w łazience

## Oceny
| Źródło        | Ocena |
| ------------- | ----- |
| AllMovie      | [ 1 ] |
| Movie 2 Movie | [ 3 ] |
| TV Guide      | [ 4 ] |
| Movie House   | D     |